# Raphaël Krikorian
Raphaël Krikorian (nascido antes de 1996) é um matemático francês, que trabalha com sistemas dinâmicos e teoria ergódica.
Krikorian obteve um doutorado em 1996 na École Polytechnique, orientado por Michael Herman, com a tese Réductibilité des systèmes produits croisés quasi-périodiques à valeurs dans des groupes compacts.
Foi de 2001 a 2013 professor (Chargé de Cours) na École Polytechnique. É professor no Laboratoire de Probabilités et Modèles Aléatoires (LPMA) do Centre national de la recherche scientifique (CNRS), da Sorbonne e da Universidade Paris VII (Denis Diderot).
Foi palestrante convidado do Congresso Internacional de Matemáticos no Rio de Janeiro (2018).
Krikorian trabalha dentre outros com o teorema de Kolmogorov–Arnold–Moser, expoente de Lyapunov e mecânica hamiltoniana. Em 2003 resolveu com Artur Avila um problema para o operador de Mathieu rapidamente periódico, que foi um dos problemas de Simon.

## Publicações
- Global density of reducible quasi-periodic cocycles on {\displaystyle T^{1}}×SU(2), Annals of Mathematics, Volume 154, 2001, p. 269–326
- Reducibility, differentiable rigidity and Lyapunov exponents for quasi-periodic cocycles on T x SL(2,R), Arxiv
- com Artur Avila: Reducibility or nonuniform hyperbolicity for quasiperiodic Schrödinger cocycles, Annals of Mathematics, Volume 164, 2006, p. 911–940, Arxiv
- com  D. Dolgopyat: On simultaneous linearization of diffeomorphisms of the sphere, Duke Math. Jour., Volume 136, 2007, p. 475–505
- com Bassam Fayad: Exponential growth of product of matrices in SL(2,R), Nonlinearity, Volume 21, 2008, p. 319–323
- com B. Fayad: Rigidity results for quasi-periodic SL(2,R) cocycles, J. Mod. Dyn., Volume 3, 2009, p. 497–510
- com B. Fayad: Herman's last geometric theorem, Annales de l'Ecole Normale Supérieure (4), Volume 42, 2009, p. 193–219
- com Avila, Fayad: A KAM scheme for SL(2,R) cocycles with Liouvillean frequencies, Geom. and Funct. Anal., Volume 21, 2011, p. 1001–1019, Arxiv
- com Eliasson, Fayad: KAM-tori near an analytic elliptic fixed point, Regular and Chaotic Dynamics, Volume 18, 2013, p. 806–836, Arxiv
- com Håkan Eliasson, B. Fayad: Around the stability of KAM tori, Duke Math. J., Volume 164, 2015, p. 1733–1775, Arxiv
- com Avila: Monotonic Cocycles, Arxiv 2013, Inv. Math.